# Friedrich Simony

Friedrich Simony

Friedrich Simony (* 30. November 1813 in Hrochowteinitz, Böhmen; † 20. Juli 1896 in St. Gallen, Steiermark) war Geograph und Alpenforscher. Als erster Ordinarius für Geographie etablierte er dieses Lehrfach an der Universität Wien.
Friedrich Simony ist durch die Erschließung des Dachsteingebietes bekannt. 1840 begann Simony erstmals mit den Forschungen auf dem Dachsteinplateau und begann mit der Erkundung der Geomorphologie und der acht Gletscher des Dachsteingebirges. 1847 gelang ihm die erste Winterbesteigung.
Nach ihm sind im Dachsteingebiet die Simonyhütte und die Simony-Scharte benannt. Von 1851 bis 1885 war er Universitätsprofessor in Wien und gründete die Lehrkanzel für Geographie. Er war ein Freund Adalbert Stifters.

## Frühe Jahre

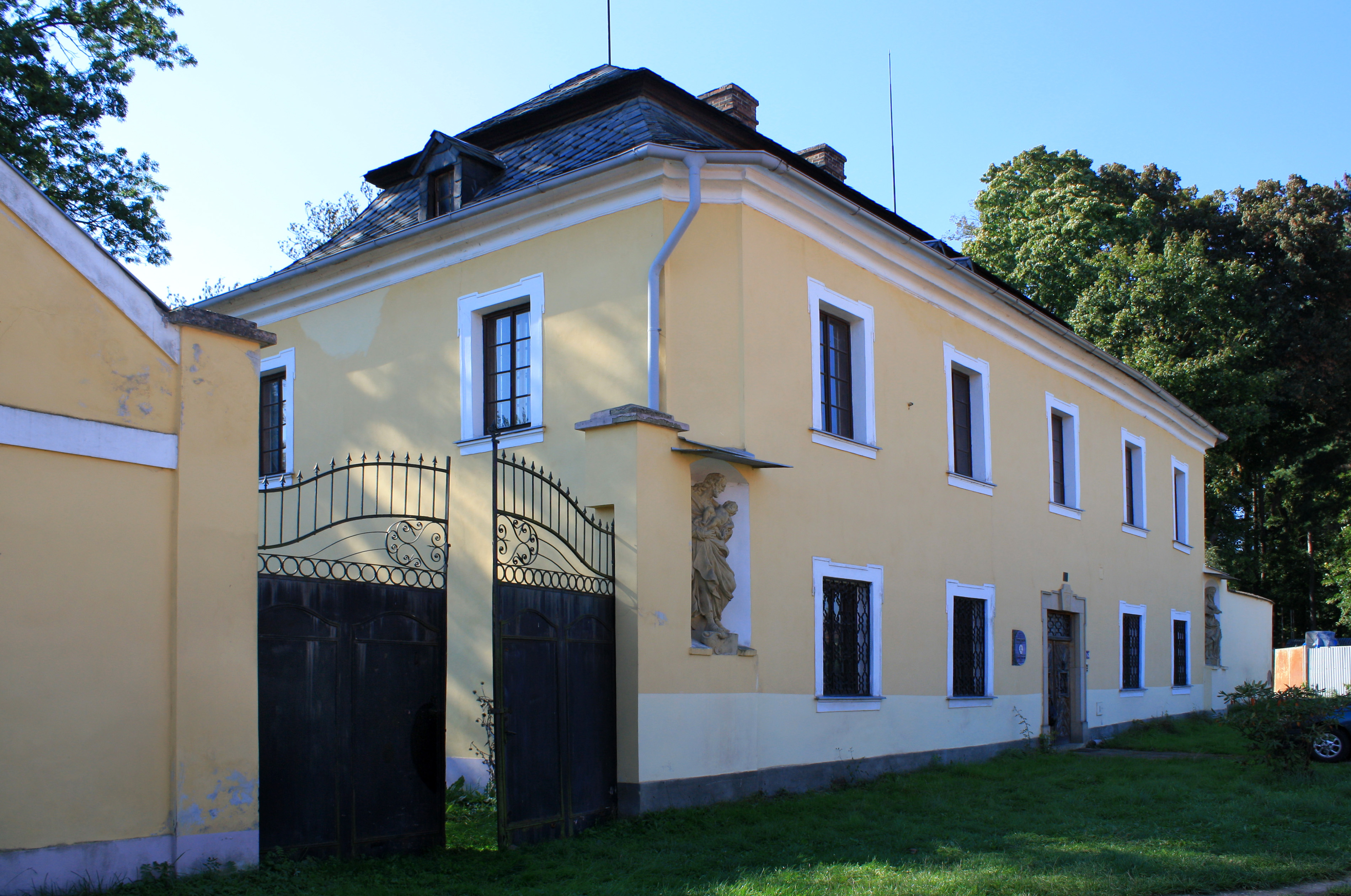
Geburtshaus von Simony

Simony wurde im Marktflecken Hrochowteinitz im Chrudimer Kreis in Böhmen geboren. Sein Vater war vermutlich Armeearzt ungarischer Abstammung, der Name Simony ist aus dem Ungarischen abgeleitet. Seine Mutter verstarb früh, ohne seinen Vater geheiratet zu haben.
1825–28 besuchte er das Gymnasium in Mikulov (vormals Nikolsburg) in Mähren, verließ es aber wegen einer Apothekerlehre. 1833 kam Simony als Laborant nach Wien und begann hier sein Pharmazie-Studium, das er 1835 beendete. Anschließend widmete er sich dem Studium der Naturwissenschaften, angeregt durch einen seiner Lehrer, den Botaniker Joseph Franz Freiherr von Jacquin.

## Erste Wanderungen
1840 begab sich Simony mit drei Freunden – darunter Franz von Hauer – von Wien aus nach Aussee und kam zum ersten Mal nach Hallstatt. Im September bestieg er das Dachsteinplateau zusammen mit dem Bergführer Johann Wallner (1802–1878) und kam bis zum Hohen Gjaidstein. Auf dieser Wanderung fertigte er erste Zeichnungen an, wonach später auch Aquarelle entstanden.
Schon 1842 unternahm er die zweite Reise ins Salzkammergut. Im September desselben Jahres bestieg er zum ersten Mal den Dachstein. Seine erste gedruckte Arbeit Ersteigung des Hohen Dachsteins vom Karls-Eisfeld aus, wurde in der Wiener Zeitung gedruckt. Nach seinen Anregungen wurde ein Dachsteinweg und eine kleine Unterstandshütte aus Steinen am Plateau gebaut. Die Hütte im Wildkar taufte er Hotel Simony, die heute nahezu originalgetreu rund fünf Gehminuten von der Simonyhütte zu sehen ist.

## Freundschaft mit Adalbert Stifter
Im Winter 1843/44 versuchte sich Simony ein einziges Mal als Literat, indem er zu einem Volksstück das Vorspiel schrieb. Im Jahre 1844 lernte Simony im Hause Metternichs auch den Dichter Adalbert Stifter kennen. 

## Erste Forschungen
1844 begann Simony seine limnologischen Forschungen und führte Lotungen im Hallstätter See durch. Auf Grund seiner umfangreichen und systematischen Vorgehensweise gilt er als einer der Wegbereiter dieser Forschungsrichtung.
Neben seinem sozialen Engagement für gemeinnützige Stiftungen, betrieb er ein Fotoatelier und richtete in Hallstatt eine mineralogische Schausammlung ein. Mit einem riesigen Gräberfeld trieb er Ausgrabungen am Hallstätter Salzberg voran.
Die Höhlenforschung war nur ein kleiner Teil seiner Arbeiten. Er machte sich jedoch frühzeitig über die Augensteinschotter in der Koppenbrüllerhöhle Gedanken. Erst zehn Jahre nach Simonys Tod begann Hermann Bock mit der Erforschung der Höhle. Zu Ehren Simonys benannte er einige Höhlenteile nach ihm, das wären die Simonygalerie, die Simonyhalle und die Simonykapelle.
Um 1846 forschte er intensiv im Fachgebiet Glaziologie und Glazialmorphologie. Er untersuchte unter anderem die Ausdehnung der Gletscher des Salzkammergutes, die Abrundung der Gebirge, Karren, erratische Trümmer, Moränen und Gletscherschliff.
1847 führte er meteorologische Beobachtungen, Luftdruck- und Temperaturmessungen im Dachsteingebiet durch. Er befasste sich mit der Frage der winterlichen Inversion, der Wolkenbildung und mit den Niederschlagsarten, sowie mit Beobachtungen an der Schneedecke (Härtung der Oberfläche).
1848 folgten zahlreiche Temperaturmessungen in vielen Salzkammergutseen in verschiedenen Tiefen.

## Arbeit als Kustos, Geologe und Professur
Im Mai 1848 wurde Simony zum Kustos des Naturhistorischen Landesmuseums in Klagenfurt bestellt. Dort legte er eine umfangreiche Sammlung von Fossilien und Gesteinen an. Ansonsten führte er Lotungen im Wörthersee durch.
Schon 1849 wurde Simony in die Geologische Reichsanstalt zum Chefgeologen der Sektion V bestellt. Dort betrieb er die Kartierungen längs der Traun. 1850 zeichnete er den geologischen Durchschnitt durch die Alpen vom Ennstal über den Dachstein, das Ausseer Becken und den Traunstein bis zur Donau. Das Profil besteht aus 50 Teilen mit einer Gesamtlänge von 6,5 m.
Am 19. April 1851 wurde Simony zum ersten ordentlichen Professor für Erdkunde an der Universität Wien ernannt. Er ist damit Begründer der universitären Geographie in Österreich und wurde zum Initiator weiterer einschlägiger Lehrkanzeln im deutschen Sprachraum.

## Reisen und weitere Forschungen

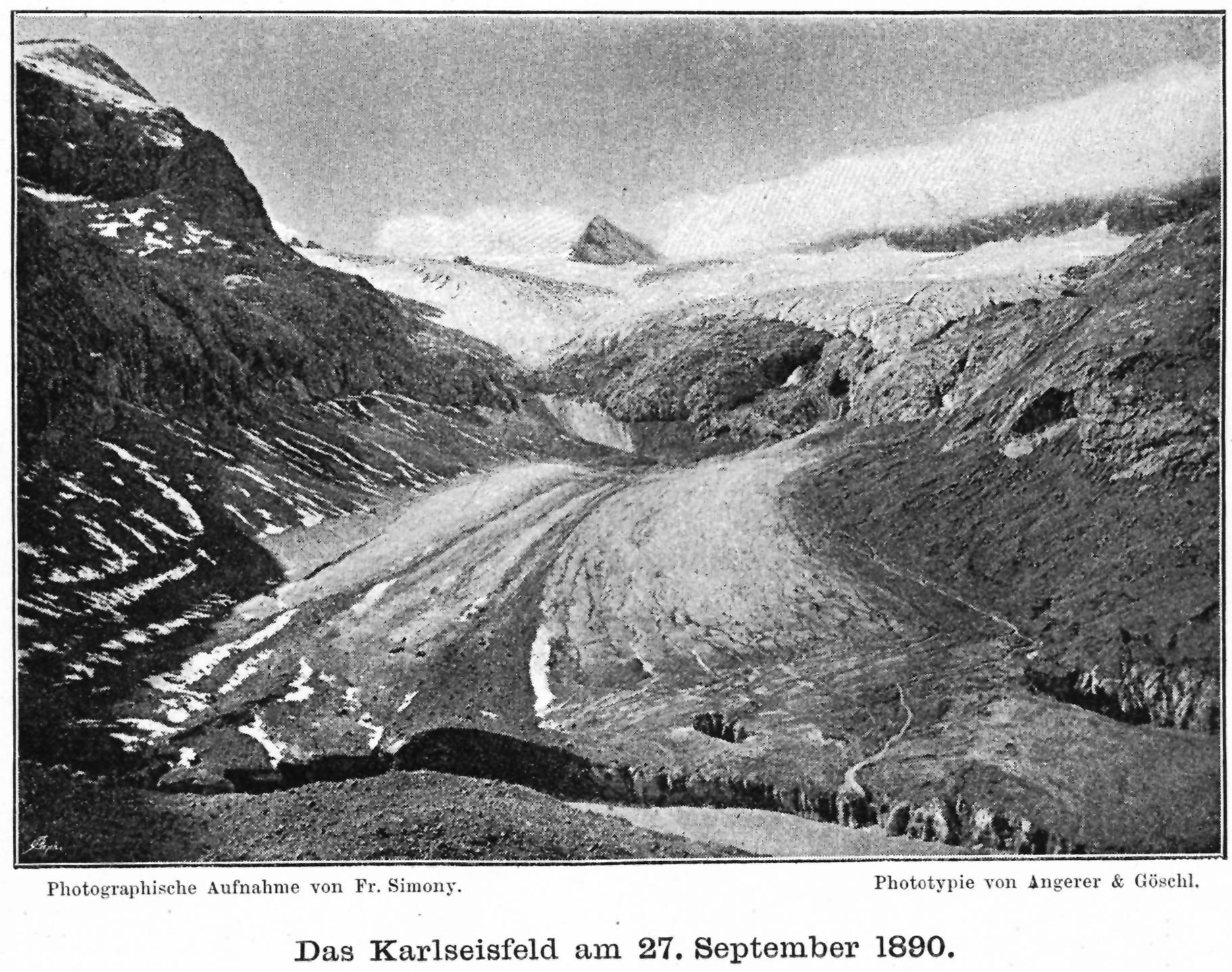
Das Karlseisfeld am 27. September 1890, Photographie von Friedrich Simony

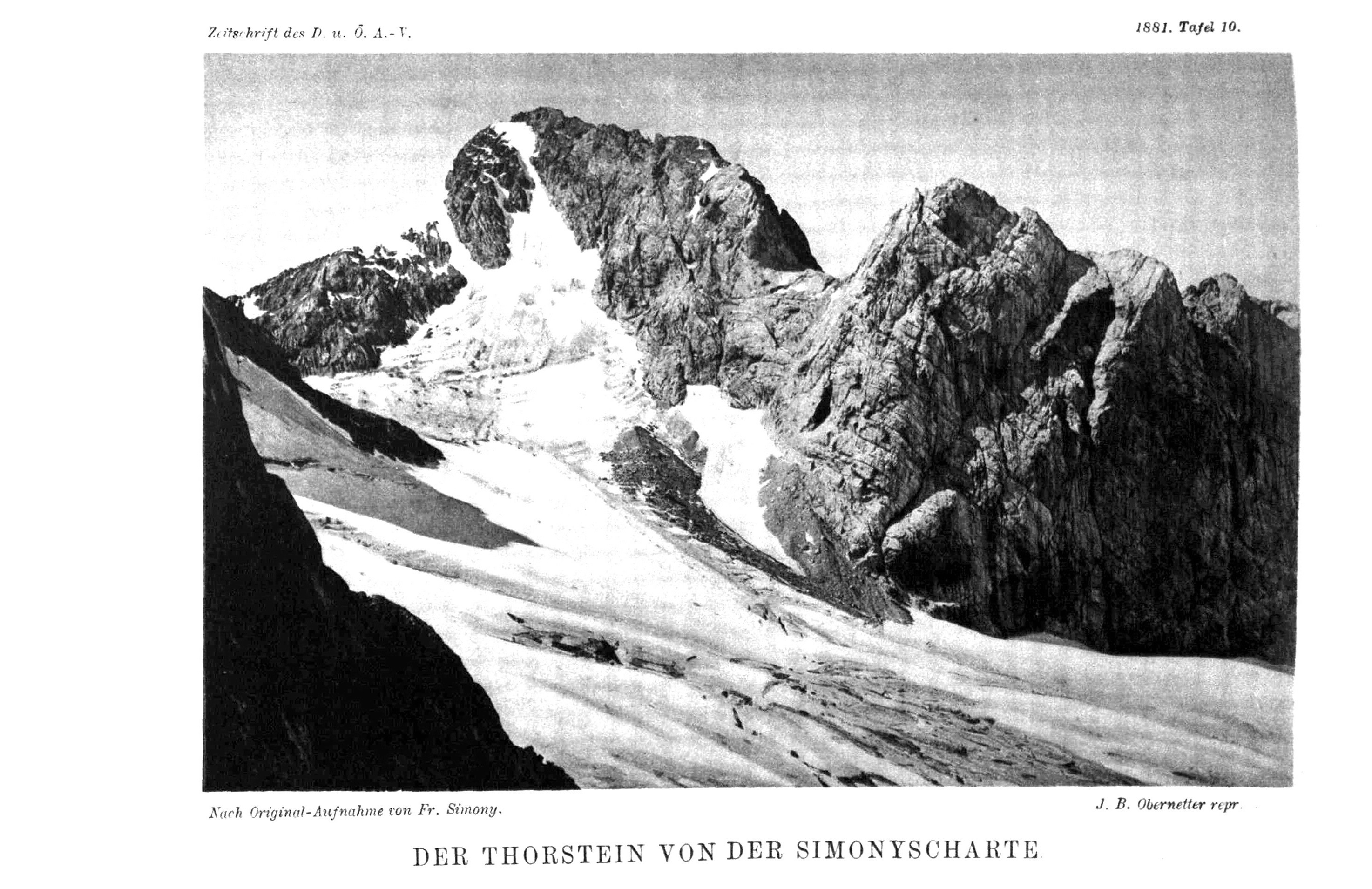
Der Thorstein von der Simonyscharte, Photographie von Friedrich Simony um 1881

Von 1852 bis 1857 unternahm Simony viele Reisen, vorwiegend ins Salzkammergut, aber auch zum ersten Mal in weiter entfernte Gebiete, so ins Nordkrainische Becken, ins Etschtal und ins Venedigergebiet, wo er 1856 den Schneegipfel in der Venedigergruppe bestieg.
Nach 1862 setzte er seine Seenforschung verstärkt fort.
Am 19. November nahm Simony gemeinsam mit unter anderem Paul Grohmann, Edmund von Mojsisovics, Anton von Ruthner an der Gründungsversammlung des Österreichischen Alpenvereins teil.
1875 entdeckte Simony die Fotografie als wichtiges Hilfsmittel bei seiner Forschung und fertigte 1876 seine ersten Bilder am Dachstein an. 1884 begann er mit umfangreichen fotografischen Aufnahmen des Dachsteins, die er 1889 abschloss.

## Ruhestand und Tod
1885 trat Simony in den Ruhestand, fünf Jahre später bestieg er ein letztes Mal den Dachstein.
Am 20. Juli 1896 starb Friedrich Simony im steirischen Ort Sankt Gallen, wo er bis ins hohe Alter geographische Zeichnungen anfertigte.

## Privates
Im Alter von 38 Jahren heiratete Simony Amalie Krackowitzer (1821–1877). Er hatte zwei Söhne: Oskar Simony (1852–1915) und den Arzt Arthur Simony (1854–1882). Sein Neffe war der Wiener akademische Maler Stephan Simony (1860–1950).

## Ehrungen
- Die Marktgemeinde Hallstatt ernannte Simony am 14. Mai 1876 zum Ehrenbürger.
- Die Simonyhütte im Dachsteingebirge ist nach ihm benannt.
- Die Simonyspitzen und das Simonykees in den Hohen Tauern wurden ihm zu Ehren benannt, ebenso der Simonygletscher auf der McClintock-Insel des Franz-Josef-Lands.
- Im Jahr 1907 wurde in Wien-Währing (18. Bezirk) die Simonygasse nach ihm benannt, 1945 die Simonystraße in Linz-Kleinmünchen.[2]
- Die Naturforschende Gesellschaft zu Emden ernannte Simony zum Ehrenmitglied.

## Würdigung
Seit dem Jahr 2007 wird von der Kulturlandschaft Hallstatt-Dachstein-Salzkammergut der Friedrich-Simonypreis, der Personen oder Institutionen ehrt, die zur Förderung der Themen Welterberegion und Welterbegedanke beitragen, vergeben. Der erste Preisträger war der Höhlenforscher Hubert Trimmel.